# Julien Meuris
Julien Meuris, né le 21 mars 1922, à Ixelles, est un ancien joueur belge de basket-ball.